# Geoffroy Rorgon
 (décembre 2014).
Geoffroy Rorgon de Candé a fait partie de l'entourage du comte Hugues de Vermandois et Robert Duc de Normandie qui au travers de la France et de l'Italie en 1096, s'embarqua à Bari pour aller rejoindre les troupes de la Première Croisade à Constantinople en 1097. Il voyagea en Asie Mineure, juste avant que l'armée ne parvienne à Antioche en 1097, il suit alors les corps de l'armée de son nouveau seigneur Baudoin pour se rendre à Édesse, où Baudoin fonde le comté d'Édesse. Après la conquête de Jérusalem en 1099, Geoffroy Rorgon de Candé Le Lion-d'Angers est mort en Palestine vers 1100.
Famille:
Geoffroy Rorgon de Candé et du Lion-d'Angers, est né en 1038, mort en Palestine en 1099 ou 1100. Seigneur du Lion d'Angers et de Candé. Fils de "Foulques de Petit-Montrevault" (Aïeux de la lignée de Montrevault, Doué et Saumur) et de "Mahaut de Candé" (Aïeux de la lignée de Candé et du Lion d’Angers) et frère de Normand de Montrevault né en 1037 et mort vers 1110.
Mariage : vers 1054 avec Baduiba d'Iré (née en 1038), (Aïeux du Bourg d'Iré).

REF : Le 20.12.1556, vente avec faculté de réméré sur 3 ans, de la chatellenie du Lion-d'Angers par Philippe de Chambes baron de Montsoreau et Anne de Laval sa femme, à Rolland Nepveu et Jeanne Boucquet sa femme, pour 3 947 L. Curieusement, elle est dite relever à foi et hommage lige de la baronnie de Craon et la baronnie de Candé (Jean Le Melle et François Legauffre Nres Angers).